# الديكتاتور العظيم (فلم)

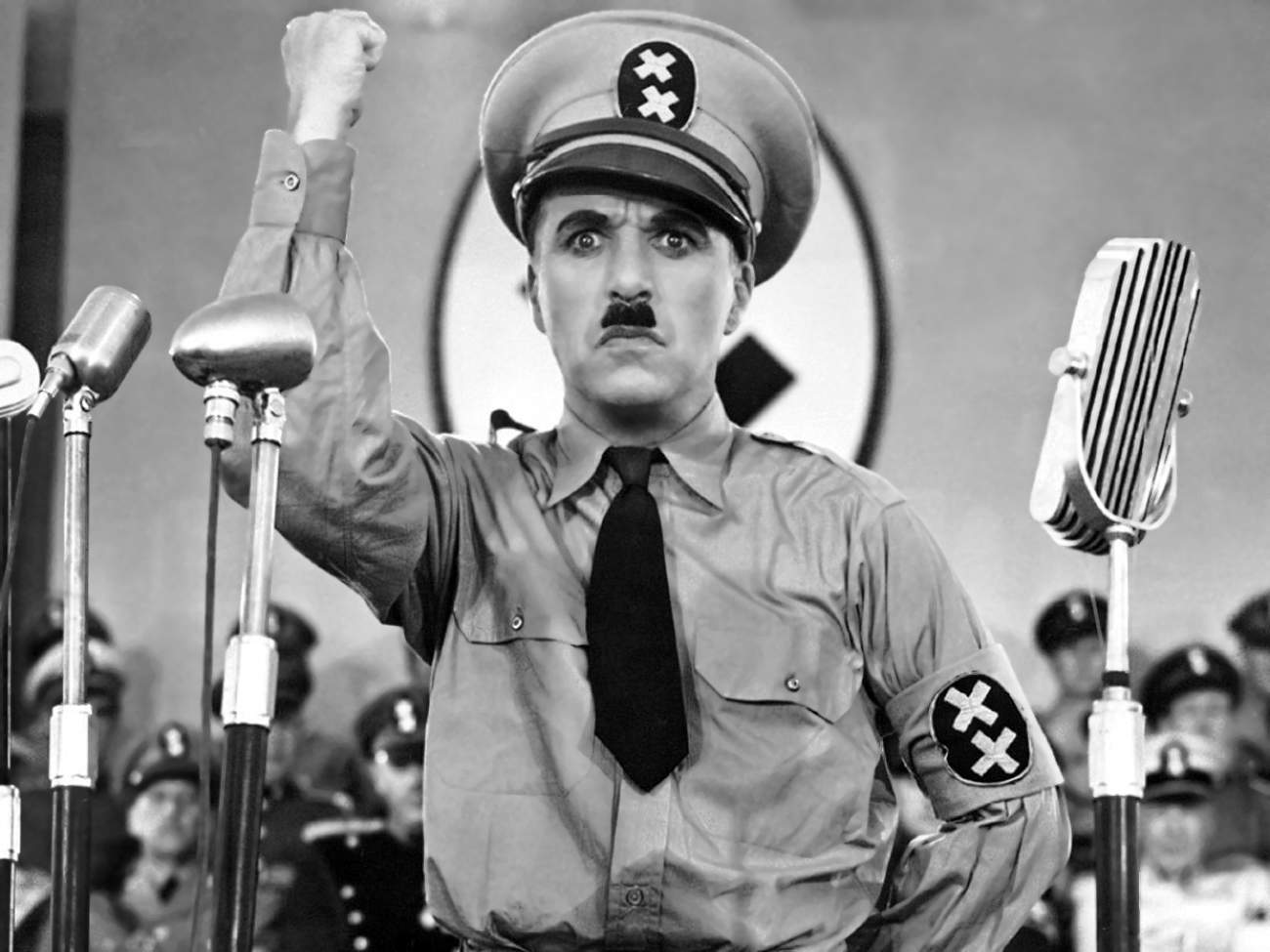
تشابلن في مشهد من الفيلم

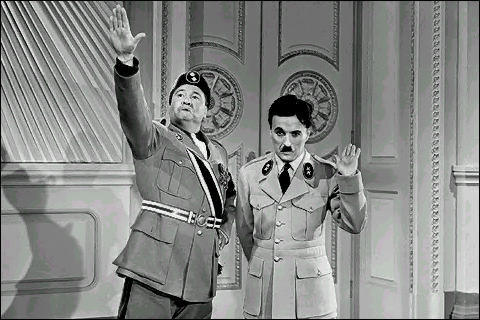
تشارلي تشابلن (يمين) يؤدي دور شبيه هتلر، بينما جاك أواكي يؤدي دور شبيه موسوليني.

الديكتاتور العظيم (بالإنجليزية:The Great Dictator) هو فيلم كوميدي وسياسي أمريكي من بطولة وإخراج وتأليف تشارلي تشابلن، تم عرضه لأول مرة في 15 أكتوبر عام 1940، ومادة الفيلم هي عبارة عن هجاء ساخر لأدولف هتلر والنازية، وتدور أحداث الفيلم حول حلاق يهودي - يلعب دوره تشارلي تشابلن - يشارك في الحرب العالمية الأولى مع وطنه تومينيا ثم يصاب وبعد سنوات من فقدان الذاكرة في المستشفي يخرج ليصطدم بسيطرة الديكتاتور هينكل على البلد - الذي يؤدي أيضا شارلي تشابلن دوره - وسعيه لإبادة اليهود لتعصبه للجنس الآري، وفي نهاية الفيلم يصادف حدوث تبديل بين الشخصيتين، فيظن الجنرالات أن الحلاق اليهودي -أثناء هروبه من المعتقل بملابس ضابط - هو الإمبراطور هينكل في نفس الوقت الذي يقبض فيه سجان المعتقل بطريق الخطأ علي الديكتاتور هينكل أثناء رحلة صيد بسبب اعتقادهم أنه الحلاق اليهودي الهارب
يعتبر هذا الفيلم استثنائي جداً بالنسبة للحقبة التي أنتج فيها (1940) حيث كانت الولايات المتحدة الأمريكية لا تزال تعيش في سلام مع ألمانيا النازية، كما أن الفيلم كان لاذعا جداً في سخريته وإدانته للنازية وزعيمها هتلر، وتصويره الحي والجريء لما تعرض له اليهود في أوروبا.
يتميز الفيلم أيضا بأنه يعتبر أول أفلام تشارلي تشابلن غير الصامتة كما أنه يعد أنجح أفلامه تجارياً.

## جوائز
تم ترشيح الفيلم لخمس جوائز أوسكار عام 1941:
- أفضل فيلم
- أفضل ممثل
- أفضل ممثل مساعد
- أفضل موسيقى تصويرية
- أفضل نص سينمائي أصلي

## وصلات خارجية
- مقالات تستعمل روابط فنية بلا صلة مع ويكي بيانات
- الديكتاتور العظيم على موقع أول موفي.
- صور من موقع تصوير الديكتاتور العظيم